# Тайговий десант
«Тайговий десант» — радянський художній фільм 1965 року, режисерів Володимира Краснопольського і Валерія Ускова, екранізація роману Володимира Орлова «Солоний кавун». Перша кінороль Валентини Теличкіної.

## Сюжет
У тайзі, на місці майбутньої залізничної траси Абакан — Тайшет, працює молодіжна бригада Миколи Бондаренка. Люди в бригаді дуже різні: освічений москвич Віталій, спритний Борис, книжник і романтик «Буквар», — але живуть усі дружно. На «урочистій вечері», для якої Борис роздобув десь гусака, хлопці п'ють за тих, хто першими проклали стежки в цих місцях. Вони мріють про майбутню трасу, яка відкриє шлях до Саянів. Особисте життя молодих будівельників складається нелегко: за Олею, дівчиною Миколи, доглядає Віталій, пустотлива і досвідчена Зойка намагається завоювати серце цнотливого «Букваря».

## У ролях
- Володимир Гусєв —  Микола Бондаренко
- Станіслав Бородокін —  «Буквар»
- Віктор Задубровський —  Кешка
- Валентина Теличкіна —  Даша
- Ірина Вавилова —  Оля
- Костянтин Худяков —  Віталій
- Антоніна Жмакова —  Зойка
- Віктор Філіппов —  Борис
- Володимир Сальников —  Спіркин
- Володимир Гуляєв —  Іван Петрович Мотовілов
- Юрій Горобець —  бригадир підривників
- Михайло Кокшенов — шофер
- Віктор Павлов — шофер
- Ігор Суровцев —  шофер

## Знімальна група
- Режисери:  Володимир Краснопольський і  Валерій Усков
- Автори сценарію:  Володимир Краснопольський і  Валерій Усков, за романом Володимира Орлова
- Оператор:  Петро Ємельянов
- Композитор:  Леонід Афанасьєв
- Текст пісень:  Сергій Гребенников,  Микола Добронравов